# Addicted to Love (lied)
"Addicted to Love" is een nummer van de Britse zanger Robert Palmer. Het nummer werd uitgebracht op zijn album Riptide uit 1985. In maart 1986 werd het nummer uitgebracht als de derde single van het album. In 1988 bracht de Amerikaanse zangeres Tina Turner een liveversie van het nummer uit op haar album Tina Live in Europe, die dat jaar eveneens als single werd uitgebracht.

## Achtergrond
"Addicted to Love" is geschreven door Palmer en geproduceerd door voormalig Chic-lid Bernard Edwards. Het was bedoeld als duet met Chaka Khan, maar haar platenmaatschappij gaf haar geen toestemming om met Palmer, die bij een andere platenmaatschappij aangesloten was, samen te werken. Desondanks wordt zij in de albumcredits wel genoemd als verantwoordelijke voor de vocale arrangementen. De gitaar op het nummer wordt gespeeld door Duran Duran-lid Andy Taylor, die eerder met Palmer samenwerkte in de band The Power Station. Tony Thompson, eveneens voormalig Power Station-lid, is verantwoordelijk voor de kenmerkende drumsolo aan het begin. Eddie Martinez speelt ook een deel van de gitaren, terwijl Wally Badarou te horen is als toetsenist.
"Addicted to Love" werd de grootste hit uit de carrière van Palmer. Het werd zijn enige nummer 1-hit in de Amerikaanse Billboard Hot 100 en ook in zijn thuisland het Verenigd Koninkrijk werd het een groot succes met een 5e positie in de UK Singles Chart. In Australië bereikte de plaat eveneens de nummer 1-positie, terwijl in Canada, Ierland, Nieuw-Zeeland en Zuid-Afrika de top 5 werd gehaald. 
In het Nederlandse taalgebied was de plaat geen groot succes: in Nederland kwam de plaat in de destijds twee hitlijsten tot een 34e positie in zowel de Nederlandse Top 40 als de Nationale Hitparade. In de pan Europese hitlijst, de TROS Europarade, werd de 17e positie bereikt.
In België bereikte de plaat de 34e positie in de voorloper van de Vlaamse Ultratop 50 en de 29e positie in de Vlaamse Radio 2 Top 30.
"Addicted to Love" staat bekend om de videoclip, waarin Palmer begeleid wordt door een achtergrondband die bestaat uit vrouwen met een bleke huid, veel make-up, rode lippenstift en donker haar. Zij lijken op mannequins en zijn geïnspireerd door de vrouwen uit schilderijen van Patrick Nagel. De muzikanten worden gespeeld door modellen Julie Pankhurst (toetsen), Patty Kelly (gitaar), Mak Gilchrist (basgitaar), Julia Bolino (gitaar) en Kathy Davies (drums). Het concept van deze video werd later opnieuw gebruikt in drie andere videoclips van Palmer: "I Didn't Mean to Turn You On", "Simply Irresistible" en het geanimeerde "Change His Ways". De muziekzender VH1 zette de clip op de derde plaats van de beste clips uit de jaren '80. De clip is meerdere malen geparodieerd, waaronder in de clips voor "Music Sounds Better with You" (Stardust), "Wild Thing" (Tone-Lōc), "Mr Blobby" (Mr Blobby), "1985" (Bowling for Soup), "Man! I Feel Like a Woman!" (Shania Twain), "Las de la Intuición" (Shakira), "If I Were You" (Kasey Chambers) en "Forever Your Girl" (Paula Abdul).
"Addicted to Love" is regelmatig live gecoverd door Tina Turner, die het sinds 1986 tijdens bijna al haar concerten speelde. Een liveversie, opgenomen tijdens de tournee ter promotie van haar album Break Every Rule in 1986 en 1987, werd in 1988 uitgebracht op haar live-album Tina Live in Europe. Deze versie werd in een aantal landen uitgebracht als de eerste single van dit album, in plaats van "Nutbush City Limits". In het Nederlandse taalgebied werd het een grotere hit dan de originele versie. 
In Nederland bereikte deze versie een 19e positie in de Nederlandse Top 40 en in de Nationale Hitparade Top 100 de 28e positie.
In België bereikte de single een 23e positie in de voorloper van de Vlaamse Ultratop 50. In het Verenigd Koninkrijk behaalde de single een 71e positie in de UK Singles Chart. Daarnaast stond een versie door Leona Philippo in 2012 twee weken in de Nederlandse Single Top 100 nadat zij het zong in het derde seizoen van The voice of Holland.

## Hitnoteringen

### Robert Palmer

#### Nederlandse Top 40
| Hitnotering: 07-06-1986 t/m 21-06-1986 | Hitnotering: 07-06-1986 t/m 21-06-1986 | Hitnotering: 07-06-1986 t/m 21-06-1986 | Hitnotering: 07-06-1986 t/m 21-06-1986 | Hitnotering: 07-06-1986 t/m 21-06-1986 |
| Week                                   | 1                                      | 2                                      | 3                                      |                                        |
| -------------------------------------- | -------------------------------------- | -------------------------------------- | -------------------------------------- | -------------------------------------- |
| Positie                                | 37                                     | 35                                     | 34                                     | uit                                    |

#### Nationale Hitparade
| Hitnotering: 31-05-1986 t/m 05-07-1986 | Hitnotering: 31-05-1986 t/m 05-07-1986 | Hitnotering: 31-05-1986 t/m 05-07-1986 | Hitnotering: 31-05-1986 t/m 05-07-1986 | Hitnotering: 31-05-1986 t/m 05-07-1986 | Hitnotering: 31-05-1986 t/m 05-07-1986 | Hitnotering: 31-05-1986 t/m 05-07-1986 | Hitnotering: 31-05-1986 t/m 05-07-1986 |
| Week                                   | 1                                      | 2                                      | 3                                      | 4                                      | 5                                      | 6                                      |                                        |
| -------------------------------------- | -------------------------------------- | -------------------------------------- | -------------------------------------- | -------------------------------------- | -------------------------------------- | -------------------------------------- | -------------------------------------- |
| Positie                                | 43                                     | 41                                     | 34                                     | 39                                     | 42                                     | 46                                     | uit                                    |

#### NPO Radio 2 Top 2000
| Nummer met noteringen in de NPO Radio 2 Top 2000 | '99  | '00 | '01  | '02 | '03  | '04  | '05  | '06  | '07  | '08  | '09  | '10  | '11  | '12  |
| ------------------------------------------------ | ---- | --- | ---- | --- | ---- | ---- | ---- | ---- | ---- | ---- | ---- | ---- | ---- | ---- |
| Addicted to Love                                 | 1273 | -   | 1092 | -   | 1161 | 1277 | 1785 | 1676 | 1956 | 1645 | 1831 | 1835 | 1819 | 1603 |

1. ↑  Een '-' betekent dat het nummer niet was genoteerd en een vetgedrukt getal geeft de hoogste notering aan.
2. ↑  Deze tabel is bijgewerkt tot en met de laatste editie (2024).

### Tina Turner

#### Nederlandse Top 40
| Hitnotering: 02-04-1988 t/m 30-04-1988 | Hitnotering: 02-04-1988 t/m 30-04-1988 | Hitnotering: 02-04-1988 t/m 30-04-1988 | Hitnotering: 02-04-1988 t/m 30-04-1988 | Hitnotering: 02-04-1988 t/m 30-04-1988 | Hitnotering: 02-04-1988 t/m 30-04-1988 | Hitnotering: 02-04-1988 t/m 30-04-1988 |
| Week                                   | 1                                      | 2                                      | 3                                      | 4                                      | 5                                      |                                        |
| -------------------------------------- | -------------------------------------- | -------------------------------------- | -------------------------------------- | -------------------------------------- | -------------------------------------- | -------------------------------------- |
| Positie                                | 32                                     | 22                                     | 20                                     | 19                                     | 25                                     | uit                                    |

#### Nationale Hitparade Top 100
| Hitnotering: 26-03-1988 t/m 14-05-1988 | Hitnotering: 26-03-1988 t/m 14-05-1988 | Hitnotering: 26-03-1988 t/m 14-05-1988 | Hitnotering: 26-03-1988 t/m 14-05-1988 | Hitnotering: 26-03-1988 t/m 14-05-1988 | Hitnotering: 26-03-1988 t/m 14-05-1988 | Hitnotering: 26-03-1988 t/m 14-05-1988 | Hitnotering: 26-03-1988 t/m 14-05-1988 | Hitnotering: 26-03-1988 t/m 14-05-1988 | Hitnotering: 26-03-1988 t/m 14-05-1988 |
| Week                                   | 1                                      | 2                                      | 3                                      | 4                                      | 5                                      | 6                                      | 7                                      | 8                                      |                                        |
| -------------------------------------- | -------------------------------------- | -------------------------------------- | -------------------------------------- | -------------------------------------- | -------------------------------------- | -------------------------------------- | -------------------------------------- | -------------------------------------- | -------------------------------------- |
| Positie                                | 88                                     | 57                                     | 40                                     | 28                                     | 31                                     | 45                                     | 55                                     | 80                                     | uit                                    |

### Leona Philippo

#### Single Top 100
| Hitnotering: 08-12-2012 t/m 15-12-2012 | Hitnotering: 08-12-2012 t/m 15-12-2012 | Hitnotering: 08-12-2012 t/m 15-12-2012 | Hitnotering: 08-12-2012 t/m 15-12-2012 |
| Week                                   | 1                                      | 2                                      |                                        |
| -------------------------------------- | -------------------------------------- | -------------------------------------- | -------------------------------------- |
| Positie                                | 63                                     | 96                                     | uit                                    |